# Новосёлов, Семён Корнилович
Семён Корнилович Новосёлов (1812—1877) — генерал-майор (27.03.1866) русской императорской армии, герой Кавказской войны.

## Биография
Семён Корнилович Новосёлов родился в 1812 году. Воспитывался во 2-м кадетском корпусе. 
В качестве сапёрного офицера он принял участие в Кавказской войне в 1842—1843 годах и был контужен. В 1845 году Новосёлов был в пехотном генерал-фельдмаршала князя Варшавского графа Паскевича-Эриванского полку. Находясь в 1846 году в Самурском отряде, Новосёлов участвовал в ряде дел и 25 июля 1846 года при штурме хребта Тлия был ранен в ногу, но строя не оставил. В 1847 году, произведённый за боевые отличия в капитаны, Новосёлов принимал участие в штурме Гергебиля и 23 июня, во время фуражировки у села Чах, был вновь ранен; за Гергебильскую экспедицию был награждён орденом Св. Анны 3-й степени с бантом. Новосёлов приобрёл, по удостоверению князя М. С. Воронцова, среди окружающих репутацию офицера отважной храбрости, хладнокровного и распорядительного. Самым славным временем службы Новосёлова на Кавказе был 1848 год, когда он в качестве коменданта укрепления Ахты мужественно сопротивлялся в течение 7 дней превосходным силам неприятеля. За отличие при защите Ахты одним и тем же Высочайшим приказом Новосёлов был произведён в майоры и подполковники и, кроме того, 17 января 1849 года получил орден Святого Георгия 4-й степени
В награду отличных подвигов, оказанных при защите Ахтинского укрепления против многочисленных скопищ Шамиля
В 1849 году Новосёлов был назначен плац-майором в Царское Село, причём ему было оставлено содержание, которое он получал на Кавказе. В 1850 году Новосёлов был переведён в лейб-гвардии Сапёрный батальон с оставлением в той же должности, в 1852 году произведён в полковники, отчислен от должности плац-майора и назначен в Екатеринославский гренадерский полк. В 1853 году Новосёлов вновь был назначен плац-майором Царского Села с переводом в лейб-гвардии Сапёрный батальон, а затем плац-майором Санкт-Петербургской крепости с оставлением в том же батальоне. В 1857 году под редакцией Новосёлова стал издаваться с Высочайшего соизволения периодический сборник «Кавказцы», в котором печатались биографии героев покорения Кавказа, офицеров и нижих чинов, описания некоторых военных действий, портреты, картины и планы. Издание «Кавказцев» закончилось 17 сентября 1859 года. 

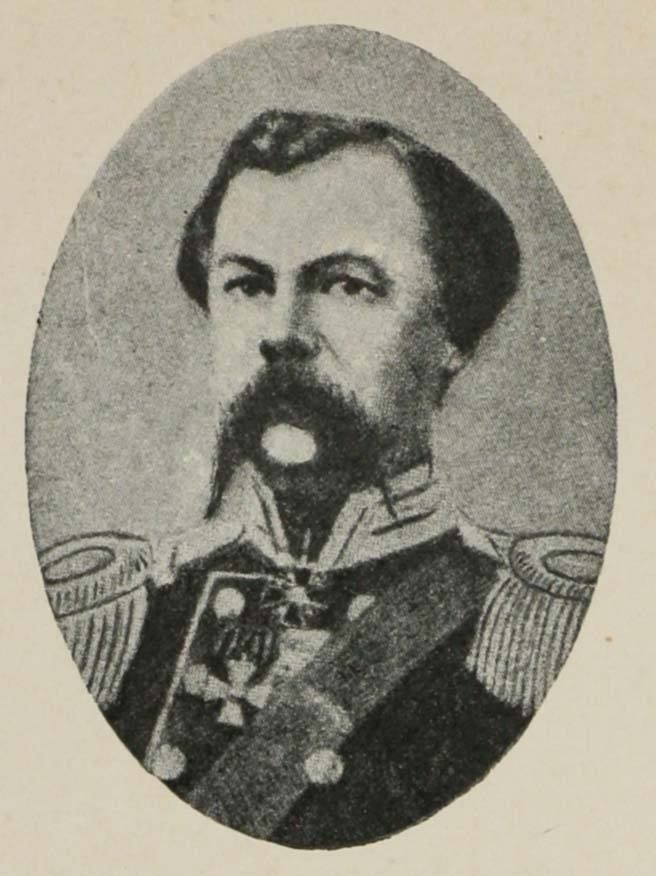
портрет кисти неизвестного художника

В 1862 году Семён Корнилович Новосёлов был отчислен от должности плац-майора с зачислением по сапёрным батальонам и в запасные войска, но скоро был назначен в распоряжение командующего войсками Кавказской армии и, вернувшись на Кавказ, участвовал в действиях Пшехского отряда. Но прежние раны давали себя чувствовать, а потому Новосёлов был отчислен в распоряжение командующего войсками Виленского военного округа и в 1863 году назначен военным начальником города Шавли с уездом. При усмирении польского мятежа Новосёлов принял начальство над 3 сотнями 41-го Донского казачьего полка и 20 июля 1863 года близ д. Белозерешки, Ковенской губернии, в перестрелке с повстанцами был ранен в левую ногу и сильно контужен в левую руку. За отличие в делах с повстанцами Новосёлову была пожалована аренда по 1 тысяче рублей в год на 12 лет. Отчисленный по болезни от должности военного начальника города Шавли, Новосёлов в 1865 году был назначен Подольским губернским воинским начальником. 27 марта 1866 года произведён в генерал-майоры. 26 ноября 1869 года был зачислен в списки Ширванского пехотного полка и в 1870 году уволен от службы. 
Когда началась сербско-турецкая война, Новосёлов отправился в Сербию и там в сентябре 1876 году заменил серба Чолокантича в должности командующего Ибарской армией. Армия Новосёлова состояла всего из 12—13 батальонов пехоты, 4 эскадронов кавалерии и 3 батарей, кроме того, в эту же армию были отправлены 9 крупповских орудий. Ближайшей целью её действий было сбить турок с Яворских гор и вытеснить их с сербской территории. Ибарская армия ввиду своей малочисленности крупного успеха не имела, но возложенную на неё задачу выполнила довольно удачно. 13 октября 1876 года она заставила турок отступить и перешла на турецкую территорию в пределах Ново-Базарского санджака, а демонстрируя оттуда в направлении долины Теплица, привлекла этим на себя часть главных сил турецкой армии. 
Новосёлов оставил после себя книгу «Описание крепостного Петропавловского собора».
Семён Корнилович Новосёлов умер 5 марта 1877 года в Санкт-Петербурге и был похоронен на городском кладбище в Павловске.

## Награды
- Орден Святой Анны 3-й степени с бантом (1847)[1]
- Орден Святого Георгия 4-й степени за отличие при обороне аула Ахты (17.01.1849)[1]
- Знак отличия за ХV лет беспорочной службы (1853)[2]
- Орден Святой Анны 2-й степени (1855)[1]
- Императорская корона и мечи к ордену Святой Анны 2-й степени (1861)[1]
- Знак отличия за ХХ лет беспорочной службы (1858)[1]
- Орден Святого Станислава 2-й степени с императорской короной (1859)[1]
- Орден Святого Владимира 4-й степени с бантом за 25 лет выслуги в офицерских чинах (1861)[1]